# Fernando Henrique Mariano
Fernando Henrique Mariano (sinh ngày 3 tháng 4 năm 1967) là một cầu thủ bóng đá người Brasil.

## Sự nghiệp câu lạc bộ
Fernando Henrique Mariano đã từng chơi cho Avispa Fukuoka.

## Thống kê câu lạc bộ

### J.League
| Đội            | Năm       | J.League | J.League | J.League Cup | J.League Cup | Tổng cộng | Tổng cộng |
| Đội            | Năm       | Trận     | Bàn      | Trận         | Bàn          | Trận      | Bàn       |
| -------------- | --------- | -------- | -------- | ------------ | ------------ | --------- | --------- |
| Avispa Fukuoka | 1998      | 26       | 6        | 4            | 1            | 30        | 7         |
| Avispa Fukuoka | 1999      | 25       | 8        | 4            | 0            | 29        | 8         |
| Tổng cộng      | Tổng cộng | 51       | 14       | 8            | 1            | 59        | 15        |